# Lucía Pinacchio
Lucía Pinacchio Fernández (29 de enero de 2002) es una atleta de España que compite en pruebas de 400 m y 800 m. Ganó una medalla de plata en el Campeonato Europeo de Atletismo Sub-20 de 2021, en la prueba de 4 × 400 m.